# Конный спорт на летних Олимпийских играх 1932
Соревнования по конному спорту на летних Олимпийских играх 1932 года проходили в выездке, троеборье и конкуре (как в личном, так и в командном зачёте). В связи с тем, что Игры проходили в очень удалённом от Европы месте — Лос-Анджелесе — а также с финансовыми трудностями, вызванными Великой депрессией, в соревнованиях приняло участие всего 35 участников из 6 стран (самое низкое количество за всю историю Олимпийских игр). Для экономии денег обычно посылались лишь те участники, которые имели наивысшие шансы завоевать медаль. 
В связи с тем, что на Олимпийских играх 1928 года маршрут конкура оказался слишком лёгким, в этот раз полосу излишне усложнили. Чересчур сложный маршрут конкура в сочетании с небольшим количеством участников привёл к тому, что ни одна страна не смогла набрать трёх участников, полностью прошедших маршрут, поэтому медалей за конкур в командном зачёте не присуждалось.
Такэити Ниси остаётся единственным в истории японцем, выигравшим золотую олимпийскую медаль в конном спорте. Ниси погиб в 1945 году в битве за Иводзиму, где командовал танковыми соединениями.

## Общий медальный зачёт
| Место | Страна     | Золото | Серебро | Бронза | Всего |
| ----- | ---------- | ------ | ------- | ------ | ----- |
| 1     | Франция    | 2      | 1       | 0      | 3     |
| 2     | США        | 1      | 2       | 2      | 5     |
| 3     | Нидерланды | 1      | 1       | 0      | 2     |
| 4     | Япония     | 1      | 0       | 0      | 1     |
| 5     | Швеция     | 0      | 1       | 2      | 3     |

## Медалисты
| Дисциплина                     | Золото | Серебро | Бронза |
| ------------------------------ | --- | --- | --- |
| Выездка Личное первенство      | Ксавье Лесаж и Taine Франция | Шарль Марион и Linon Франция | Хайрем Таттл и Olympic США |
| Выездка Командное первенство   | Франция · Ксавье Лесаж · Шарль Марион · Андре Жуссом | Швеция · Бертиль Сандстрём · Томас Бюстрём · Густаф Адольф Больтенстерн-младший                                                                              | США · Айзек Киттс · Элвин Мур · Хайрем Таттл |
| Троеборье Личное первенство    | Шарль Паю де Мортанж-младший Нидерланды | Ирл Фостер США | Кларенс фон Росен-младший Швеция |
| Троеборье Командное первенство | США · Эдвин Арго · Ирл Фостер · Гарри Чемберлин | Нидерланды · Шарль Паю де Мортанж-младший · Карел Схуммелкетел · Арнаут ван Леннеп                                                                           | не присуждалась |
| Конкур Личное первенство       | Такэити Ниси и Uranus Япония | Гарри Чемберлин и Show Girl США | Кларенс фон Росен-младший Швеция |
| Конкур Командное первенство    | Медалей не присуждалось, так как ни у одной страны не оказалось трёх участников, полностью прошедших маршрут (в личном конкуре финишировало всего 5 человек) | Медалей не присуждалось, так как ни у одной страны не оказалось трёх участников, полностью прошедших маршрут (в личном конкуре финишировало всего 5 человек) | Медалей не присуждалось, так как ни у одной страны не оказалось трёх участников, полностью прошедших маршрут (в личном конкуре финишировало всего 5 человек) |